# Iyonix

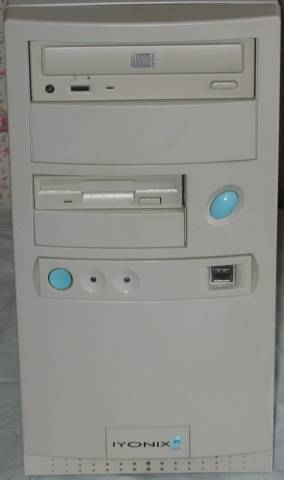
Vue de face du PC Ionyx

Le PC Iyonix est un ordinateur personnel clone de Acorn, conçu par la société Castle Technology en 2002.

## Caractéristiques
- Un microprocesseur Intel XScale 80321 à 600 MHz 32-bit processor
- Deux ports PCI 64-bit et 32-bit
- RISC OS version 5 dans une mémoire ROM
- Support du systeme d'exploitation Linux[1]

Les premières unités ont été mis en vente en décembre 2002. Le 25 septembre 2008, Castle Technology annonce que la production du PC lyonix a cessé et qu'il n'est plus disponible à la vente. La compagnie a promis de continuer à fournir un support technique via leur site internet, leurs revendeurs, et les requêtes par email.